# IMI plc
Die IMI plc, früher Imperial Metal Industries, ist ein britisches Unternehmen aus Birmingham, das im FTSE-100-Index gelistet ist.

## Geschichte
IMI plc geht auf die Zündhütchenfabrik Kynoch aus dem Jahr 1862 zurück. 1918, nach dem Ersten Weltkrieg, schloss sich Kynoch mit Nobel Explosives, Eley Brothers und weiteren Firmen zur Explosives Trades zusammen. 1920 änderte sich der Name zur Nobel Industries. 1926 fusionierte Nobel Industries mit anderen Unternehmen zur Imperial Chemical Industries (ICI). Die Metallsparte, ICI Metals Division, wurde 1962 als Tochterunternehmen Imperial Metal Industries gebildet und im gleichen Jahr an die Börse gebracht, zunächst mit ICI als Hauptaktionär. 1978 wurde Imperial Metal Industries unabhängig von ICI.

## Geschäftsbereiche
IMI plc ist in drei Geschäftsbereiche gegliedert:
- IMI Critical Engineering[7]
  - IMI Bopp & Reuther
  - IMI CCI
  - IMI Fluid Kinetics
  - IMI InterAtiva
  - IMI NH (Newman Hattersley)
  - IMI Orton
  - IMI Remosa
  - IMI STI
  - IMI TH Jansen
  - IMI Truflo Marine
  - IMI Truflo Rona
  - IMI Truflo Italy
  - IMI Z&J
  - IMI Zikesch

- IMI Hydronic Engineering[8]
  - IMI TA (Hydronics)
  - IMI Heimeier
  - IMI Pneumatex

- IMI Precision Engineering[9]
  - IMI Norgren
  - IMI Buschjost
  - IMI FAS
  - IMI Herion
  - IMI Maxseal
  - Bimba

Die früheren Gruppen „Ausschank“ (englisch Beverage dispense) mit den Firmen Cornelius, 3Wire und Display Technologies, sowie „Vertrieb“ wurden Ende 2013 an die Marmon Group verkauft.

## Z&J Technologies
In Deutschland ist IMI unter anderem mit dem Tochterunternehmen Z&J Technologies, auch: IMI Z&J, aktiv. Der Unternehmenszweig geht auf Zimmermann & Jansen zurück. Das Unternehmen wurde 1877 als Metallgießerei gegründet. Die Übernahme durch den Mitbewerber IMI erfolgte im Jahr 2010 zum Kaufpreis von rund 120 Mio. GBP. IMI versuchte dadurch vor allem seine Marktpräsenz in der Stahl- und der Erdölbranche auszubauen. IMI Z&J hat seinen Sitz in Düren-Rölsdorf, betreibt aber auch Werke in den USA (seit 1961), Südafrika und China (seit 2005). Das Unternehmen stellt Armaturen für die Eisen- und Stahlindustrie, die Chemie und Petrochemie her sowie eine selbst entwickelte Befüllvorrichtung für Hochöfen mit zugehörigen Messvorrichtungen für Gastemperatur und einer Radarsonde zur Ermittlung des Füllstands in Hochöfen. Im August 2020 wurde bekannt, dass in Deutschland 145 Stellen wegfallen werden. Nachdem weltweit im Jahr 2014 mehr als 800 Beschäftigte vorhanden waren, beträgt die Mitarbeiterzahl aktuell (2023) noch rund 225.